# Anthostoma decipiens

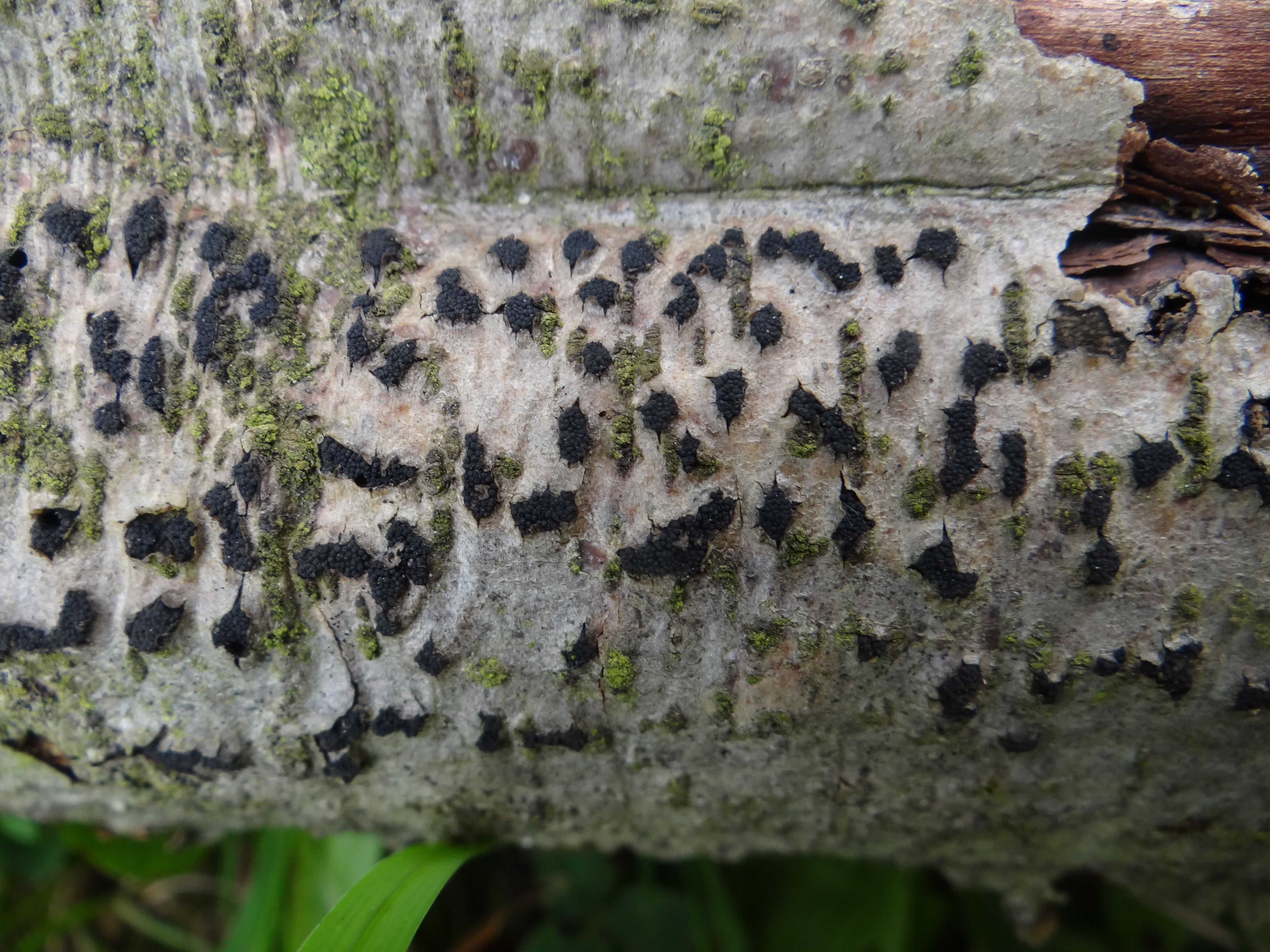

Anthostoma decipiens (DC.) Nitschke– gatunek grzybów z rodziny Diatrypaceae.

## Systematyka i nazewnictwo
Pozycja w klasyfikacji według Index Fungorum: Anthostoma, Diatrypaceae, Xylariales, Xylariomycetidae, Sordariomycetes, Pezizomycotina, Ascomycota, Fungi.
Po raz pierwszy takson ten zdiagnozował w 1805 r. Augustin Pyramus de Candolle, nadając mu nazwę Sphaeria decipiens. Obecną, uznaną przez Index Fungorum nazwę nadał mu w 1867 r. Theodor Rudolph Joseph Nitschke.
Synonimy:
- Botryosphaeria decipiens (DC.) Cooke 1885
- Cryptosphaeria decipiens (DC.) Læssøe & Spooner 1994
- Cytospora decipiens Sacc. 1884
- Lopadostoma decipiens (DC.) P.M.D. Martin 1976
- Lopadostoma decipiens (DC.) P.M.D. Martin 1969
- Sphaeria decipiens DC. 1805[2].

Jeszcze do niedawna Cytospora decipiens Sacc. traktowany był jako odrębny gatunek. Dopiero w 2010 r. udało się ustalić, że wytwarzane przez niego czerwonawe podkładki są bezpłciową formą gatunku Anthostoma decipiens.

## Morfologia
Podkładki
Drobne, kuliste, całymi grupami wybijające się przez korę drzew. Początkowo są to bezpłciowe anamorfy o barwie żółtawo-czerwonej, potem wiśniowo-czerwonej. Później rozwijają się płciowe, ciemne, niemal czarne, aksamitne teleomorfy. Zbudowane są ze ściśle upakowanych, jajowatych, tworzących jeden szereg perytecjów o średnicy 0,5–0,8 mm.
Cechy mikroskopowe
Na podkładkach powstają długie (17–19 μm) konidiofory, holoblastycznie wytwarzające półksiężycowate, hialinowe konidia o rozmiarach 4–2 × 1,3–1,4 μm.
Perytecja posiadają kolbowate szyjki o długości do 1,5 mm i średnicy około 0,3 m, z 5–8 bruzdami. W hymenium tworzą się maczugowate lub buławkowate worki o rozmiarach (35–60 × 4–5 μm), wyrastające na długich szypułkach (30–50 μm). Poprzedzielane są wstawkami o długości 150–200 μm. Askospory elipsoidalne, jasnobrązowe do oliwkowozielonych i rozmiarach 4–7 × 1,8–3,5 μm.

## Występowanie i siedlisko
Znane jest występowanie tego gatunku tylko w Ameryce Północnej i Europie, w tym również w Polsce.
Pasożyt i saprotrof rozwijający się na żywych drzewach i martwym drewnie. W Polsce notowany na dębie i grabie.